# Gustav Götz
Stephan Gustav Götz (* 16. April 1979 in Wien) ist ein österreichischer Radiomoderator.

## Karriere
Im Juni 1997 war Gustav Götz im Zuge eines Auslandspraktikums bei Radio Lignano mit den Aufgaben Moderation, Musikprogrammierung und Nachrichten beschäftigt. Im April 1998 startete er als Moderator beim ehemaligen österreichischen Privatradio 92.9 RTL Wien. Der Wechsel zu Ö3 fand am 2. Mai 1999 statt. Er war Regisseur bei vielen Sendungen im Ö3-Tagesprogramm und bei vielen durchwachten eigenen Sendungen wie zum Beispiel im Ö3 Nachtflug tätig. Danach folgten Sendungen wie Treffpunkt Ö3, Saturday Night Fever und die Ö3-Hörercharts und ab 2004 die Tätigkeit als Moderator der Chart-Show Ö3 Austria Top 40. Parallel zu den Ö3 Austria Top 40 moderierte er zeitweise auch die Show Ö3-Dabei als Hauptmoderator. Mit dem 14. März 2014 moderierte Gustav Götz seine letzte Chartsendung und beendete nach insgesamt 15 Jahren seine Tätigkeiten bei Ö3, um sich anderen Dingen zu widmen. Seine Nachfolgerin bei den Top 40 ist die seit Juni 2007 bei Ö3 arbeitende Grazerin Elke Rock. Götz gab kurz danach ein neues Engagement im Kommunikationsteam der österreichischen politischen Partei Die Grünen – Die Grüne Alternative bekannt. Daneben ist er zusammen mit Armin Rogl Gründer der Medienagentur MediaBrothers, wo er für das Social-Media-Marketing zuständig ist.
Parallel zu seinem Job im Ö3-Programm war Götz auch bei zahlreichen Veranstaltungen als DJ und Moderator im Einsatz.